# Bojko Mladenov
Pour les articles homonymes, voir Mladenov.
Bojko Mladenov (en bulgare : Бойко Младенов),, né le 2 mars 1981, à Blagoevgrad, en Bulgarie, est un joueur bulgare de basket-ball. Il évolue aux postes d'ailier fort et de pivot. 

## Palmarès
- Coupe de Yougoslavie 1999
- Champion de Bulgarie 2001, 2005, 2006, 2007
- Coupe de Bulgarie 2001, 2006, 2007, 2008, 2010, 2012, 2013
- Ligue internationale de basket-ball des Balkans 2010